# كيسي أوينز
كيسي أوينز (بالإنجليزية: Casey Owens)‏ هو منافس ألعاب قوى أمريكي، ولد في 1981 في هيوستن في الولايات المتحدة، وتوفي في 15 أكتوبر 2014.